# Sharperton

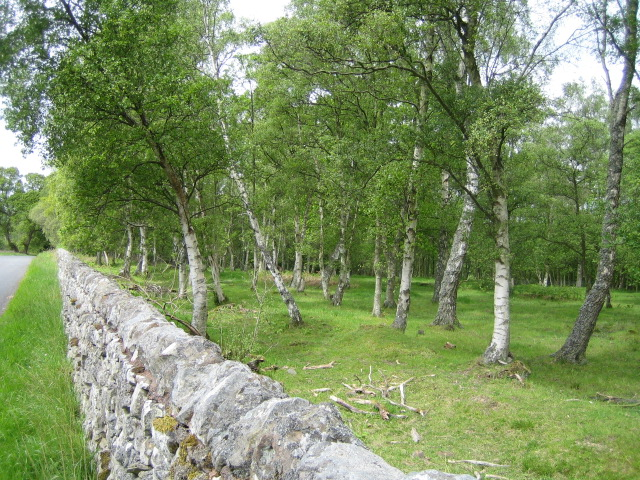
Las niedaleko Shaperton.

Sharperton – wieś w Anglii, w hrabstwie Northumberland. Leży 49 km na północny zachód od miasta Newcastle upon Tyne i 443 km na północ od Londynu.